# Pleuroprion fabulosum
Pleuroprion fabulosum is een pissebed uit de familie Antarcturidae. De wetenschappelijke naam van de soort is voor het eerst geldig gepubliceerd in 1955 door Gurjanova.